# 1. stoljeće
◄ | 1. tisućljeće pr. Kr. | 1. tisućljeće | 2. tisućljeće | ►
◄ | 2. stoljeće pr. Kr. | 1. stoljeće pr. Kr. | 1. stoljeće | 2. stoljeće | 3. stoljeće | ►
0-ih | 10-ih | 20-ih | 30-ih | 40-ih | 50-ih | 60-ih | 70-ih | 80-ih | 90-ih
1. stoljeće je je razdoblje od 1. do  100. godine.

## Glavni događaji i razvoji
- Rimljani su osnovali provinciju Ilirik
- 79., 24. kolovoza erupcija Vezuva uništila je rimske gradove Pompeje, Herkulanej i Stabiju.

## Osobe
- August (23. rujna 63. god. pr. Kr. - 19. kolovoza 14. god.)
- Isus Krist (1. – 33.)
- Sveti Ivan Evanđelist
- Sveti Petar (? - oko 64.)
- Neron (15. prosinca 37. – 9. lipnja 68.)
- Plinije Stariji ( 23. god. - 25. kolovoza 79.)
- Trajan (18. rujna 53. – 8. kolovoza 117.)
- Vespazijan (17. studenog 9. – 23. lipnja 79.)

## Vanjske poveznice
|  | Zajednički poslužitelj ima još gradiva o temi 1. stoljeće |